# Chaperiopsis colensoi
Chaperiopsis colensoi is een mosdiertjessoort uit de familie van de Chaperiidae. De wetenschappelijke naam van de soort is voor het eerst geldig gepubliceerd in 1952 door Brown.